# Il trionfo dell'impero
Il trionfo dell'impero (The Amber Road) è un romanzo di Harry Sidebottom del 2013, uscito in Italia nel 2017. È il sesto e ultimo capitolo della saga Il guerriero di Roma, che ha per protagonista il generale romano Ballista.

## Trama
Roma, anno 264. L'impero romano sotto Gallieno si è spaccato in due: le province occidentali di Gallia, Spagna e Britannia sono infatti cadute nelle mani di Postumo, intenzionato a scalzare l'Imperator. Sulle pianure dell'Italia del nord, l'Imperatore raduna il suo esercito per battere il nuovo usurpatore e riprendere il potere che gli spetta di diritto; sta dunque per scoppiare una guerra tra i due contendenti ed è il momento per tutti di scegliere da che parte schierarsi. Gallieno invia Balista in missione segreta nella sua provincia natale, Hyperborea, dove il suo popolo sta radunando un'armata per combattere al fianco di Postumo; per raggiungere il remoto Nord, il generale dovrà viaggiare lungo la Via dell'ambra. Durante il viaggio, l'eroico barbaro divenuto romano incontrerà un temibile nemico deciso ad annientarlo e che metterà a ferro e fuoco l'accampamento dei suoi uomini con azioni di guerriglia senza sosta. Neanche il ritorno a casa sarà pacifico: la battaglia tra Postumo e Gallieno è imminente, e solo uno tra i due sopravvivrà e diventerà imperatore.

## Personaggi
- Marco Clodio Balista: generale romano e protagonista di tutta la saga, stavolta si ritrova coinvolto in una guerra civile, nella quale dovrà decidere da che parte stare.
- Gallieno: Imperator di Roma fin dal terzo libro.
- Postumo: usurpatore e avversario di Gallieno, gli ha già strappato la Gallia, la Spagna e la Britannia e ora mira a rovesciarlo.

## Edizioni
- Harry Sidebottom, Il trionfo dell'impero, traduzione di Rosa Prencipe e Francesca Noto, Roma, Newton Compton Editori, 2017,  p. 379, ISBN 978-88-227-1139-7.